# Corner Brook (Terra Nova e Labrador)
Corner Brook é uma cidade do Canadá, província de Terra Nova e Labrador, localizado às margens do Rio Humber. Sua área é de 148.27 quilômetros quadrados, e sua população é de 19.806 habitantes (no censo nacional de 2016).